# Lee Carsley
Lee Carsley (n. 28 februarie 1974, Birmingham, Anglia, Regatul Unit) este un fost jucător și actual antrenor de fotbal irlandez. Din august 2024, este antrenor interimar la echipa națională de fotbal a Angliei.